# Cornelia de Rijck

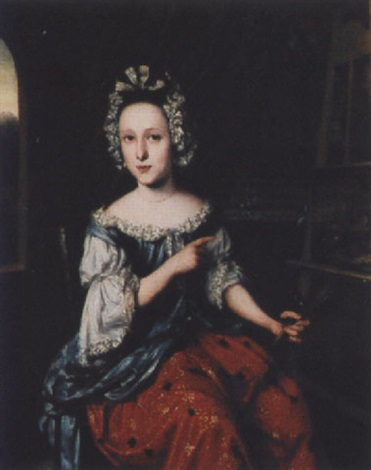
Cornelia de Rijck an der Staffelei, 1689, Jan van Goor

Cornelia de Rijck (* 11. Oktober 1653 in Amsterdam; † 4. Oktober 1726 ebenda) war eine niederländische Malerin.

## Leben
Cornelia de Rijck wurde am 11. Oktober 1653 in Amsterdam geboren. Sie war das dritte Kind von Dirck Jansz. de Rijck (1624-ca. 1670) und Ariaantje Wessels (* 1620) und hatte mindestens vier Brüder sowie eine Schwester. In erster Ehe heiratete sie am 3. Dezember 1688 in Amsterdam den Porträt- und Genremaler Gerrit van Goor (1645–ca. 1695), aus dieser Ehe gingen zwei Töchter und ein Sohn hervor. Nach seinem Tod heiratete sie am 3. Februar 1697 in Amsterdam den Sammler klassischer Antiquitäten, Grafiker, Landschaftsarchitekt, Zeichner, Architekt, Münzsammler und Naturhistoriker Simon Schijnvoet (1653–1727). Mit ihm hatte sie eine weitere Tochter.
Über ihre Ausbildung ist nichts bekannt, jedoch malte ihr Ehemann Gerrit van Goor sie ein Jahr nach der Hochzeit hinter ihrer Staffelei. Aus dem Jahr 1690 existiert ein datiertes Gemälde mit ihrer Signatur, was verdeutlicht, dass sie als unabhängige Malerin tätig war. Nach dem Tod ihres Mannes um 1695/96 übernahm sie seinen Schüler Gerard Rademaker (1672–1711) und führte seine Ausbildung fort. Dies wurde in De Nieuwe Schouburg der Nederlandsche Kunstschilders en Paintesses festgehalten. Neben der Malerei schien sie auch einen Handel mit Farben betrieben zu haben, denn im Ehevertrag für ihre zweite Ehe vom 31. Januar 1697 wurde neben Kleidung und Schmuck auch ihre „Malerei“ aus dem gemeinsamen Nachlass ausgeschlossen.
Zu ihrem zweiten Ehemann hatte sie schon zu Lebzeiten ihres ersten Mannes Kontakt, da dieser ihn porträtierte. Auch Cornelia de Rijck hatte vermutlich bereits zuvor für ihn gearbeitet. In einem ihrer Nachrufe wurde er als ihr „Meceen“ bezeichnet. Diese Nachrufe finden sich im Stammbuch von Schijnvoet, der er geführt hat. Schijnvoet stammte aus Den Haag und war zunächst Sattler, später Stellvertreter und Oberpropst des Aalmoezeniersweeshuis in Amsterdam. Er war sehr vielseitig, widmete sich der Architektur und der Gartenarchitektur, Druckgrafik und Poesie. Er besaß eine der größten Amsterdamer Sammlungen von Naturobjekten und Kuriositäten.
Cornelia de Rijck und Simon Schijnvoet waren mit Sammlern, Dichtern und Künstlern befreundet. Dies geht unter anderem aus dem Stammbuch von Schijnvoet hervor, einer Art Album mit Gedichten von Freunden, Bekannten und Verwandten. Es enthält auch verschiedene Gedichte, die Cornelia de Rijck gewidmet sind, darunter die von Cornelia und Simons einzigem gemeinsamen Kind, Tochter Cornelia (geb. 1698).
Cornelia de Rijck starb am 4. Oktober 1726 in Amsterdam.

## Werk

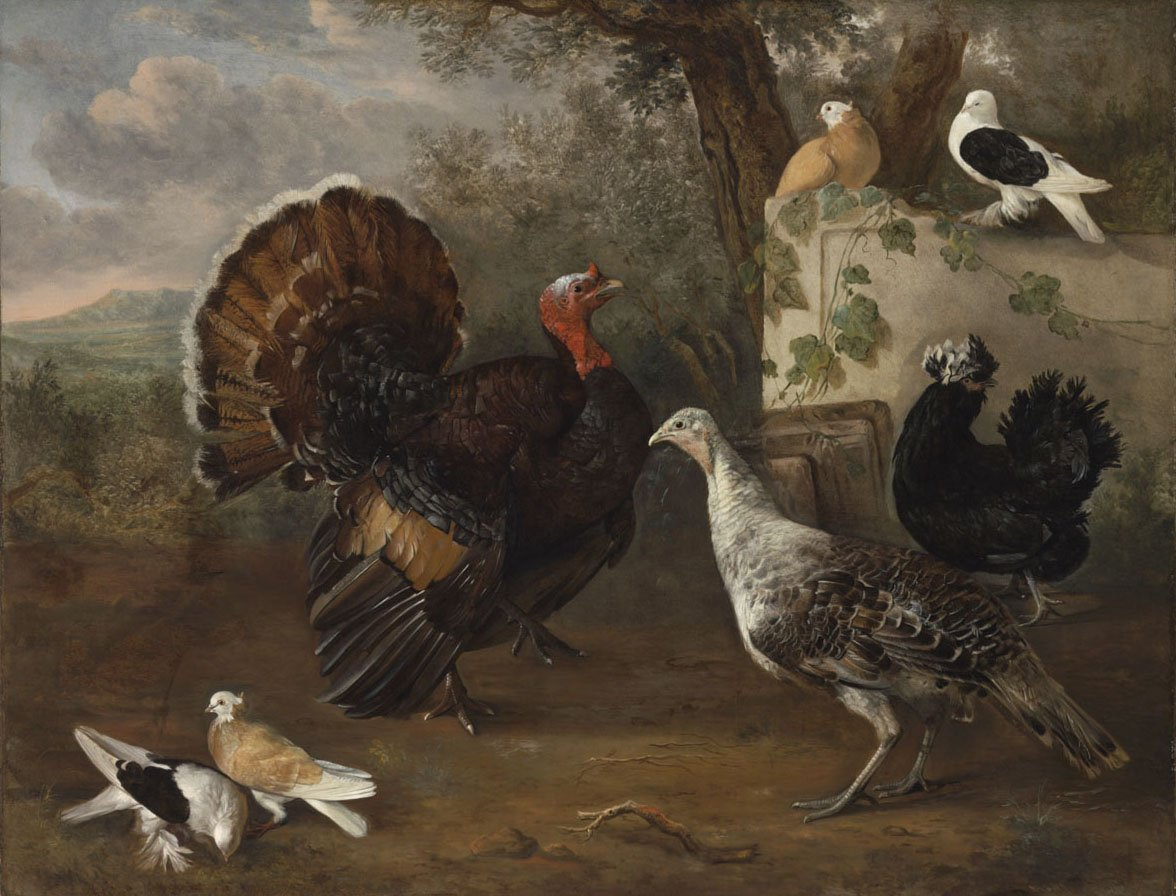
Vögel

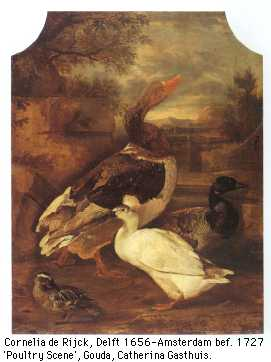
Enten vor einer Landschaft mit Landhaus

Das Spezialgebiet in der Malerei von Cornelia de Rijck waren Vögel, auch Wasservögel, die auf einem Bauernhof oder in einem Garten umherwanderten. Sie stellte diese sehr gut auf natürliche Weise dar und wurde dafür vom befreundeten Karikaturisten und Schriftsteller Jan Goeree mit dem berühmten Geflügelmaler Melchior Hondecoeter verglichen. Manchmal arbeitete sie mit Landschaftsmalern zusammen.
Nur wenige Gemälde von ihr sind erhalten, oder können ihr zugeschrieben werden. Die meisten davon befinden sich im Kunsthandel oder in Privatsammlungen. Eine bemerkenswerte Sammlung von 116 Zeichnungen von ihr wird in der Königlichen Akademie der Wissenschaften in Stockholm aufbewahrt. Dies ist ein signierter Katalog der Sammlung surinamischer Schmetterlinge und Insekten von Simon Schijnvoet, der von Cornelia erstellt wurde, „um all diese Raritäten sorgfältig vor der Abnutzung durch die Jahre durch ihren begabten Pinsel zu bewahren“. Das gesamte Buch, das ursprünglich 120 Zeichnungen enthielt, wurde am 18. Februar 1728 zusammen mit anderen Zeichnungen und Drucken aus Schijnvoets Nachlass versteigert.